# 斯塔爾縣 (德克薩斯州)
斯塔爾县（英語：Starr County）是位於美國德克薩斯州南部的一個縣，格蘭德河在南界 (同時是美國和墨西哥的邊界)流過。面積3,184平方公里。根據美國2000年人口普查，共有人口53,597人。縣治里奧格蘭德城（Rio Grande City）。
成立於1848年2月10日。縣名紀念德克薩斯共和國財政部長詹姆斯·H·斯塔爾（James Harper Starr）。